# Identité et action
Identité et action (en italien : Identità e Azione, abrégé en IDeA et de son nom complet nom complet IDeA - Peuple et liberté, en italien : IDeA - Popolo e Libertà) est un parti politique italien conservateur fondé le 25 novembre 2015 par Gaetano Quagliariello. Sa première réunion a eu lieu au Caffè Illy de Rome. Se voulant du centre-droit, la plupart de ses membres proviennent du Nouveau Centre-droit ou de Forza Italia.
Identité et action avait pour objectif initial de s'allier à Italia Unica de Corrado Passera et n'excluait pas de dialoguer avec les Conservateurs et réformistes de Raffaele Fitto. Ne pouvant constituer un groupe parlementaire, les huit parlementaires du parti ont siégé initialement au sein du groupe Grandes autonomies et libertés. Le 25 novembre 2015, leurs députés quittent le Nouveau Centre-droit et annoncent la naissance de Idea. Le 10 décembre, les sénateurs Andrea Augello, Luigi Compagna, Carlo Giovanardi et Gaetano Quagliariello rejoignent le groupe parlementaire Grandes autonomies et liberté (GAL) en quittant le groupe "Aire populaire" (NCD et Union de Centre). Les 5 et 6 mars 2016, la première conférence de programme du mouvement se tient et a pour titre "La nostra Idea" (Notre idée). Le 18 mai 2017, les sénateurs déjà cités plus Giovanni Bilardi et Ulisse Di Giacomo (ex Alternative populaire), Michelino Davico (indépendant du groupe GAL) et les sénatrices du groupe mixte Anna Cinzia Bonfrisco (du Parti libéral italien) et Serenella Fucksia (it) (ex M5S) forment le groupe parlementaire "Fédération de la Liberté" (IDeA-Popolo e libertà, PLI), avec l'aide du sénateur de Forza Italia Francesco Aracri, prêté à cette occasion pour atteindre le quorum.
Au Sénat en étaient membres : Gaetano Quagliariello, Andrea Augello, Luigi Compagna et Carlo Giovanardi. À la Chambre au sein du groupe mixte : Renata Bueno, Vincenzo Piso, Eugenia Roccella et Guglielmo Vaccaro.